# Diego Zapata de Cárdenas
Diego Zapata de Cárdenas (15?? - 16??), i marqués de Santofloro, fue un administrador real español, gobernador y capitán general de Yucatán de 1636 a 1643, nombrado por el rey Felipe IV de España.

## Datos biográficos e históricos
Zapata de Cárdenas fue designado gobernador de Yucatán el 30 de octubre de 1635 en San Lorenzo de El Escorial, pero no tomó posesión del cargo sino hasta mayo de 1636 en que llegó a la península de Yucatán.

Este caballero en el gobierno fue prudente, muy celoso del servicio de su Majestad y juntamente del bien común de esta tierra.
[…] Ya se dijo como su antecesor trajo apretado orden para asentar el nuevo servicio del tostón que los indios habían de dar a su Majestad cada año. El marqués como puntualísimo ministro, lo puso en ejecución aunque se le presentaron gravísimos inconvenientes. Cobrose dos años y viendo con experiencia lo propuesto, dio noticia de ello a su Majestad y real consejo de Indias […] Supo templar el poder de superior para no exceder con acciones públicas las modestias que como tal y mas de su calidad debe tener las cosas graves que se le ofrecian, nunca las resolvia sin consultarlas con personas doctas con cuyo parecer pudiese asegurar sus resoluciones y las del gobierno comunicando a los experimentados de esta tierra para su acierto.
Diego López de Cogolludo

A pesar de la opinión anterior de Diego López de Cogolludo, relator franciscano de la conquista de Yucatán, contemporáneo de Diego Zapata, otros historiadores refieren cómo desde su llegada a la península el gobernador orientó su administración a la práctica de la especulación a pesar de la estricta prohibición que existía de explotar la veta de los repartimientos anticipándoles a los indígenas mayas dinero y materias primas para la elaboración de diversas mercancías que así terminaban comprándose a precios inferiores a los justos.
Se sabe que el marqués de Santo Floro fue un hombre polémico que llegó a Yucatán entrado en años y a quien tocó eliminar el impuesto de cincuenta centavos por indígena al año que a su antecesor había correspondido establecer. También se sabe que Diego Zapata fue acusado ante la Real Audiencia de México y ante el Consejo de Indias por sus prácticas injustas e inclusive, que se dio un movimiento de rebelión de alcaldes con la intención de aprehenderlo y enviarlo preso a la Ciudad de México. El oidor de Guatemala Alonso de Castro y Cerda fue comisionado e hizo viaje a Yucatán para fincarle un juicio de residencia. Sin embargo, después de estos dimes y diretes, el gobernador sólo recibió multas leves y continuó en el ejercicio de su cargo.
En marzo de 1640, Mérida fue una vez más presa del pánico cuando llegó la noticia de que piratas holandeses habían desembarcado en el puerto de Sisal y que se disponían a llegar hasta la capital de la provincia. El gobernador reunió a la gente para organizar la defensa de la ciudad y encargó a José de Argáez y a Francisco de Sandoval, dos experimentados milicianos, para que encabezaran sendos batallones de infantería y caballería que habrían de apostarse en Hunucmá a fin de impedir el paso de los depredadores hacia Mérida. Estas fuerzas militares se mantuvieron vigilantes durante ocho días hasta que los vigías anunciaron que los corsarios se habían hecho a la mar y no quedaba rastro de ellos. Se habían conformado con incendiar el caserío de Sisal y de saquear la villa, sin penetrar tierra adentro para continuar con acciones.
Poco después, continuaron las aflicciones en la península al saberse que los indígenas mayas de la región oriental, en Bacalar, se habían sublevado en contra de los españoles. El marqués de Santo Floro, actuando con prudencia, convocó a una reunión para determinar el mejor método a fin de reducir a la obediencia a los indígenas rebeldes que habían quemado sus pueblos y profanado sus templos y se habían dispersado en los bosques circunvecinos. Se determinó enviar al sacerdote Ambrosio de Figueroa para que intentara convencer a los sublevados de retornar a sus pueblos. El franciscano se trasladó al lugar e intentó pactar con los belicosos asegurándoles que de deponer su actitud no serían castigados ni reprendidos. El resultado fue negativo y la respuesta que obtuvo el P. Figueroa aumentó la percepción de algunos de que se deberían tomar acciones de guerra contra los insurrectos, a lo que el gobernador se opuso terminantemente argumentando que no tenía autorización real para proceder con las armas.
En abril de 1641 salió de Mérida otra comisión para intentar apaciguar a los indígenas. En esta ocasión se envió a dos frailes expertos en lengua maya que eran Juan de Estrada y Bartolomé de Fuensalida. Más de un año pasaron en la zona de Bacalar los dos religiosos tratando de lograr su cometido, pasando gran número de peripecias en el extenso territorio inhóspito del sureste peninsular con grave riesgo de su vida. No tuvieron éxito en su propósito y en octubre de 1642 regresaron a Mérida enfermos y envueltos en el mayor fracaso. Nunca fue "resuelta", en el sentido tradicional, la rebelión de Bacalar. No se emprendieron acciones bélicas para sofocar al movimiento que, por su lado, tampoco dio muestras de mayor beligerancia, salvo la creación de un estado permanente de tensión e inseguridad en toda la región.
El 31 de diciembre de 1643 concluyó el gobierno del marqués de Santo Floro que decidió continuar domiciliado en la provincia, en donde murió en fecha indeterminada. Fue sucedido por Francisco Núñez Melián.